# Gustaf Raab
Gustaf Adolf Raab, född den 17 maj 1844 i Ryssby församling, Kalmar län, död den 16 mars 1914 i Köpenhamn, var en svensk friherre och socialpolitiker. Han var sonsons sonson till Adam Johan Raab.
Raab avlade officersexamen 1867, blev 1886 kapten vid Första livgrenadjärregementet och tog 1895 avsked från aktiv tjänst. Under en följd av år tilldrog sig Raab en ganska livlig uppmärksamhet genom sin energiska verksamhet för "en allmän ålderdoms- 
och invaliditetspensionering". Han reste flitigt omkring i landet och höll föredrag och drev på olika sätt propaganda för sin plan, bland annat framlagd i en liten skrift: Allmän pensionering (1897). För planens främjande bildades en kommitté, av vilken han själv var ledamot; av denna insamlades en hel del statistiska uppgifter från över ett hundratal stads- och landskommuner i riket. Det mera slutgiltigt utarbetade förslaget gick ut på inrättande av en rikspensioneringsanstalt, i vilken varje svensk man och kvinna från och med sitt 18:e till och med sitt 60:e år skulle vara betalningspliktig ledamot; de årliga pensionsavgifterna skulle utgöra 9 kronor för man och 6 kronor för kvinna. De årliga pensionsbeloppen fastställdes till 500 kronor för gift par, 350 kronor för ensam man och 250 kronor för ensam kvinna, i de fall då vederbörande inte själva hade någon inkomst; i de fall då de hade inkomst från en eller flera källor, men denna inte uppnådde ovannämnda belopp, som utgjorde den inkomstgräns, nedanför vilken rätt till pension inträdde, skulle pensionen utgå med halva skillnaden mellan den åtnjutna inkomsten och respektive inkomstgräns. Från såväl försäkringstekniskt som socialpolitiskt håll riktades anmärkningar mot förslaget. Vid en av Raab på hösten 1910 i Stockholm anordnad "folkpensioneringskongress" gavs åt tre män uppdrag att granska räkenskaperna rörande förvaltningen av de medel som under ett par års tid insamlats av kommuner, föreningar och enskilda i och för samma kongress. Dessa revisorers utlåtande måste betecknas som inte endast till formen, utan också till det faktiska innehållet ogynnsamt för Raab. "Det slöseri, som han onekligen låtit komma sig till last, utplånar emellertid icke hans stora förtjänst att i vidsträckta kretsar ha väckt intresse för ärendet", skriver Ernst Thörnberg i Nordisk familjebok.
Gustaf Raab blev genom giftermål med Hilma Engström ägare till Brusemåla i Långemåla socken. Han var aktiv i socknens kommunala liv, och 1963 uppfördes en minnessten över honom vid traktens hembygdsgård i Bötterum.
Gustaf Raab har även tonsatt Björkens visa med text av Zacharias Topelius.